# Banjaran Godang
Banjaran Godang is een bestuurslaag in het regentschap Serdang Bedagai van de provincie Noord-Sumatra, Indonesië. Banjaran Godang telt 652 inwoners (volkstelling 2010).